# Gil Muñoz Zapata
General Gil Muñóz Zapata fue un militar mexicano que participó en la Revolución mexicana.

## Inicios
Nació en Anenecuilco, en el distrito de Ayala, Morelos. Fue hijo de Manuel Muñóz y de Ramona Zapata, hermana mayor de Emiliano Zapata. El 10 de marzo de 1911 se unió al movimiento maderista levantando a las personas de los pueblos de Villa de Ayala y Anenecuilco, bajo las órdenes directas de su tío el General Emiliano Zapata, quien le brindaba absoluta confianza por su parentesco sanguíneo.

## Zapatismo
Durante los 9 años de lucha Gil Muñóz Zapata siempre estuvo al lado de Emiliano Zapata, con quién luchó hasta la muerte del caudillo, en abril de 1919. A finales de abril de 1919, Muñoz Zapata estuvo presente en el cerro de las minas de Tlalchichilpa, donde se reunieron los Generales del Ejército Libertador del Sur, así como los principales Jefes y Oficiales del Ejército suriano, con el fin de discutir quién debía suceder el mando supremo al Gral. Emiliano Zapata. Durante esta reunión, Gil Muñoz Zapata se abstuvo de opinar acerca de los posibles sucesores, al final de la reunión se decidió por mayoría que el sucesor fuese el General Gildardo Magaña Cerda.

## Muerte
En 1920, al triunfo del movimiento de Agua Prieta, se retiró de la lucha con el grado de General para dedicarse al cultivo de su parcela en Tlaltizapán, Morelos. Murió asesinado el 17 de febrero de 1957.